# ペリレン (モノテルペン)
ペリレン(Perillene)は、天然のモノテルペンで、フラン環と六員ホモプレニル側鎖から構成される。エゴマ(Perilla frutescens)の葉から抽出される精油の成分である。また、エゴマの葉の蒸留によっても得られる。ペリレンは、 リンゴハナゾウムシの触覚に明確な電気生理学的反応を生じさせることが見いだされている。ゾウムシの成虫が宿主とする木を区別する際の科学的な手掛かりとなるリンゴの木の芽から放出される芳香中のいくつかのテルペン炭化水素の1つがペリレンであることが提案されている。

## 利用
エゴマ油の活性成分の1つであるペリレンには、抗炎症作用、殺菌作用があると言われている。